# Tatum Keshwar
Tatum Keshwar (sinh ngày 14 tháng 12 năm 1983) là một người mẫu thời trang, nhà tâm lý học và thí sinh cuộc thi sắc đẹp Nam Phi, người đã đăng quang Hoa hậu Nam Phi 2008. Cô đại diện Nam Phi tại Hoa hậu Hoàn vũ 2009 và nằm trong Top 10. Keshwar cũng đại diện Nam Phi tại Hoa hậu Thế giới 2009 và xếp vị trí Á hậu 2.

## Tiểu sử
Sinh ra ở Durban, Keshwar theo học tại Mowat Park Girls High và nhận bằng tâm lý học từ Đại học KwaZulu-Natal. Cô là người vào chung kết vào giai đoạn thứ ba của cuộc thi người mẫu thực tế Revlon Supermodel năm 2007 trước khi giành chiến thắng Hoa hậu Nam Phi vào ngày 15 tháng 12 năm 2008.

### Hoa hậu Hoàn vũ 2009
Keshwar đại diện cho đất nước của cô tại Hoa hậu Hoàn vũ 2009 tại Nassau, Bahamas. Cô dừng chân ở Top 10 và xếp hạng 7 chung cuộc.

### Hoa hậu Thế giới 2009
Keshwar nằm trong top 12 tại sự kiện fast track của Hoa hậu Siêu mẫu và trở thành một trong 7 thí sinh lọt vào vòng chung kết Hoa hậu Thế giới 2009 được tổ chức vào ngày 12 tháng 12 năm 2009 tại Johannesburg, Nam Phi. Trong số bảy đại biểu tranh tài ở cả Hoa hậu Hoàn vũ và Hoa hậu Thế giới, Keshwar và Chloé Mortaud của Pháp là hai người duy nhất được vào bán kết trong cả hai cuộc thi. Keshwar, người xếp hạng thấp hơn Mortaud tại cuộc thi Hoa hậu Hoàn vũ hồi đầu năm, đã hoàn thành cao hơn người đồng cấp Pháp, được phong là Nữ hoàng sắc đẹp khu vực châu Phi và giành danh hiệu Á hậu 2.